# Sistema televisiu d'hotel
Un sistema televisiu d'hotel (en anglès, Hotel television systems o bé Hotel TV) és un servei que un hotel posa en mans dels clients pel seu ús com a diversió o font d'informació. Aquests sistemes no només estan integrats als hotels, sinó també a hospitals, residències, etc. Aquests serveis poden ser gratuïts o de pagament, i sovint inclouen canals d'altres territoris.

## Visió general
La televisió als hotels naix a la dècada del 1980, però avui en dia està generalment disponible en dues formes:
- Serveis lliures al consumidor.
Els serveis lliures al consumidor utilitzats són els canals locals i el satèl·lit o bé la  programació per cable. La programació per cable o de satèl·lit pot incloure més de 100 canals gràcies als seus proveïdors com ara DIRECTV, que pot proporcionar més de 100 canals HD pels clients de l'hotel.
- Una televisió interactiva que pot proporcionar serveis com ara el vídeo a la carta o altres serveis de pagament.
En general, la televisió interactiva ofereix pel·lícules, música, i altres serveis.

En molts casos el sistema televisiu també pot incloure altres serveis a disposició dels consumidors:
- Una pantalla de benvinguda, amb informació de l'hotel.
- Els serveis de l'hotel: hora de sortida, servei d'habitacions, despertador, etc.
- Informació sobre el temps, notícies i llocs d'atracció turística.
- Videojocs i diversió.
- Aplicacions d'Internet com ara Twitter, Facebook i altres xarxes socials.
- Televisió per Internet i lloguer de pel·lícules.
- Demanar o comprar a l'hotel productes o serveis, tant de l'àrea local com de companyies nacionals.

Tots aquests serveis poden dependre del model de sistema televisiu que ofereix l'hotel o hospital.
També poden haver-hi serveis específics pels propietaris:
- Fonts d'alimentació extra.
- Altaveu extern.
- Clonació del servei televisiu que permet guardar les modificacions d'una configuració concreta, i no haver de configurar totes les televisions.
- Bloqueig del menú per prevenir que els hostes modifiquin la configuració existent.

## Categories de sistemes televisius
Els sistemes televisius d'hotel es divideixen en diferents categories:
- Sistemes de distribució en banda L (televisió per satèl·lit)
- Sistema de televisió per cable
- Sistema basat en IPTV
- Sistema Free to air

Un hotel pot tenir tots aquests serveis en el seu mateix sistema.

### Sistemes de televisió per satèl·lit per hotels
Els sistemes de distribució en banda L són un servei de vídeo per múltiples usuaris, en el qual es rep el senyal via satèl·lit mitjançant antenes. Serà el receptor el que seleccionarà els canals desitjats. Normalment aquest sistema és conegut com el sistema SMATV (Satellite Master Antenna TV).
Cada receptor rep el programari sencer, i aquest normalment està localitzat generalment a prop o unit a cada televisió.
Si cada sortida de televisió està connectada al punt de distribució, tindrem les millors opcions:
- Accés total a canals d'institucions nacionals o internacionals.
- Una guia interactiva del programari.
- Interfície específica amb el logo i necessitats de l'hotel.

Aquestes opcions poden canviar, depenent del contracte o empresa sol·licitada, però dins de les múltiples opcions sempre podem trobar aquestes tres opcions.
En aquest sistema, el senyal d'alta definició de la televisió per satèl·lit està encriptada per prevenir la pirateria i després és distribuït via Com1000, Code plus o similars.
En un sistema d'IPTV tots els vídeos, veus i informació són transmesos per la xarxa IP interna de l'hotel.

### Televisió per cable al sistema de l'hotel
La televisió per cable es distribueix mitjançant un cable coaxial des de la connexió a la xarxa a cada receptor de televisió.

### IPTV systems
El sistema d'IPTV s'utilitza quan la televisió és distribuïda sobre la xarxa IP. IPTV permet distribuir canals de televisió tant terrestres com de satèl·lit, ràdio, vídeo, vídeo a la carta, senyal digital, informació dels canals i contingut específic de l'hotel. El contingut és distribuït directament fins a l'entrada de televisió o darrere la televisió o ordinador de l'habitació.
Instal·lar una xarxa local d'IPTV a l'hotel permet distribuir contingut al llarg de tot l'edifici mitjançant la xarxa local. El contingut multimèdia és enviat directament a la xarxa de l'edifici sense passar pel tallafoc.
Els aspectes més importants que ofereix IPTV són:
- Aconseguir més amplada de banda en tot l'edifici per poder distribuir contingut d'alta qualitat a tots els convidats, visitants o pacients.
- Controlar l'accés i determinat quins canals seran distribuïts a la nostra xarxa.
- Millorar l'experiència del consumidor i desenvolupar noves millores al sistema.

### Sistemafree to air
Free to air és un sistema de televisió i ràdio en el qual la informació no està encriptada, i permeten a qualsevol persona, amb l'equipament necessari, rebre el senyal i visualitzar-la o escoltar-la sense necessitat de cap subscripció. El sistema de televisió de l'hotel també permet buscar aquests canals gratuïts, i posar-los al servei del consumidor.

### Distribució de senyal
Televisió per satèl·lit, per cable o senyals free to air són distribuïdes via banda L, Com1000 i Code Plus, o sistemes de distribució sobre IPTV. En molts dels hotels, el senyal de televisió que es rep és enviada a tot l'edifici mitjançant un cable coaxial. Molts hotels, avui en dia, estan cablejats amb cables coaxials, un gran obstacle per a la implementació d'IPTV en hotels. Els hotels més avançats estan precablejats amb UTP, que permet serveis bàsics d'IP. Per als hotels amb cable coaxial, la tecnologia ha sorgit recentment, cosa que permet a alguns que adquireixin avantatges de la transmissió del senyal basada en IP a través de cables coaxials.

## Serveis d'Hotel TV
Els serveis més comuns que podem trobar als hotels en distribucions de banda L o sistemes basats en IPTV són:
- Canals de televisió
Els canals de televisió poden ser distribuïts cap a l'hotel via satèl·lit, cable o Free to air.
- Vídeo a la carta
Amb el Vídeo a la carta es pot navegar per un catàleg de pel·lícules amb el comandament a distància del televisor i veure la pel·lícula escollida a la mateixa habitació. En general, el client ha de pagar per cada pel·lícula, però depèn de la política de l'hotel.
- Pantalla de benvinguda
Una pantalla de benvinguda personalitzada que pot ser mostrada a cada televisió i donar la benvinguda al nou hoste.
- Portal d'informació, temps i notícies.
Els hotels poden publicar la seva informació essencial, el temps, les notícies i promoure les atraccions turístiques locals.
- Sol·licitar servei i compres
Amb aquest servei l'hotel pot promoure els seus altres serveis i comoditats que té disponible utilitzant la televisió de l'habitació. El client pot buscar en el catàleg i triar els serveis i productes desitjats mitjançant el comandament a distància.
- Jocs i diversió
Jugar a videojocs a la televisió de l'hotel és un dels serveis més populars als hotels.
- Consultes bancàries
Els clients poden veure els seus saldos de compte i estar al dia amb les seves despeses.
- Sistema de despertador
El sistema de despertador permet l'hoste de configurar l'hora de la trucada que el despertarà el matí següent.
- Internet i correu electrònic
Utilitzant el sistema de televisió, els clients poden navegar per Internet o rebre correus electrònics. Alguns sistemes també inclouen missatges interns entre la recepció de l'hotel i l'habitació de l'hoste.

## Esquema d'exemple
Aquest esquema conté diferents dispositius:
- Equipament de recepció (Head-End).
- Software (IPTV Middleware).
- Equipament de l'usuari final ( Set-top Box).

L'estació de recepció compleix les següents funcions:
- Recepció i reemissió de canals de televisió a la xarxa local de l'hotel.
- Pel·lícules unidifusió per al servei de vídeo a la carta (servidor stream «Evos»).

Els avantatges de l'equipament de l'usuari final són els següents: recepció simultània dels senyals en els diferents formats i des de les diferents fonts, transmissió simultània ja sigui mitjançant xarxa IP o cable RF i radiodifusió de pel·lícules per al servei de vídeo a la carta.
A través del servidor enviem la informació a diferents habitacions de l'hotel o hospital.